# Захарије Бркић
Захарије Бркић (Пољна, Трстеник, 8. новембар 1910 — Београд, 24. април 1979) био је српски астроном, научни сарадник Астрономске опсерваторије у Београду (АОБ) и професор на Катедри за астрономију (тада Институту) Природно-математичког факултета (ПМФ) у Београду.

## Биографија
Рођен је 8. новембра 1910. године у Пољни код Трстеника. Био је ђак Крушевачке и Чачанске гимназије.
Дипломирао је 1936. на Групи за теоријску математику Филозофског факултета у Београду.
Од 1938-1955. био је посматрач, асистент и научни сарадник АОБ (Служба времена и промене географске дужине, Служба промене географске ширине и померања Земљиних полова). Године 1955. изабран је за доцента, а 1957. за професора на Грађевинском факултету у Београду где је предавао „Теорију и праксу геодетских и астрономских инструмената“. Докторирао је 1958. године.
Његова докторска дисертација под називом „Анализа систематских грешака пасажног инструмента и других систематских утицаја на одређивање времена“ била је први докторат из астрономских наука на Београдском универзитету.
Године 1959. прелази на ПМФ, где је 1966. изабран за редовног професора за практичну астрономију.
Написао је више научних и стручних радова и два универзитетска уџбеника. одликован је
Орденом рада са црвеном заставом 1979. године. Преминуо је 24. априла 1979. након дуге и тешке болести.

## Награда „Проф. др Захарије Бркић“
Две године после смрти Захарија Бркића, његова породица је, на иницијативу његовог сина Слободана Бркића, основала фонд „Проф. др Захарије Бркић“. Први новчани прилог у фонд је био хонорар за друго издање уџбеника „Општа астрономија“ Бранислав Шеварлић и Захарија Бркића. Према правилима фонда, новчана награда се додељује, на дан рођења професора Бркића, 8. новембра, најбољем дипломираном студенту на Катедри за астрономију у претходној школској години. Након смрти Слободана Бркића ову традицију наставиле су његове кћери, унуке професора Бркића, Анђелка, Милица и Верица.